# Shen Jianqiu
Shen Jianqiu (chiń. upr. 沈剑秋; pinyin Shěn Jiànqiū) – chiński brydżysta.

## Wyniki brydżowe

### Zawody światowe
W światowych zawodach zdobył następujące lokaty:
| Mistrzostwa Świata. Konkurencja teamów | Mistrzostwa Świata. Konkurencja teamów | Mistrzostwa Świata. Konkurencja teamów     | Mistrzostwa Świata. Konkurencja teamów | Mistrzostwa Świata. Konkurencja teamów | Mistrzostwa Świata. Konkurencja teamów |
| Rok                                    | Miejsce                                | Zawody                                     | Kategoria                              | Drużyna                                | Pozycja                                |
| -------------------------------------- | -------------------------------------- | ------------------------------------------ | -------------------------------------- | -------------------------------------- | -------------------------------------- |
| 2012                                   | Taicang                                | 14. Drużynowe Mistrzostwa Świata Młodzieży | Juniorzy                               | China                                  | 3                                      |
| 2010                                   | Filadelfia                             | 13 Seria Mistrzostw Świata                 | Młodzież Szkolna                       | China                                  | 5                                      |
| 2007                                   | Szanghaj                               | 38 Mistrzostwa Świata Teamów               | Trans                                  | Sh Panyu Middle School                 | 138                                    |

| Mistrzostwa Świata. Konkurencja par | Mistrzostwa Świata. Konkurencja par | Mistrzostwa Świata. Konkurencja par | Mistrzostwa Świata. Konkurencja par | Mistrzostwa Świata. Konkurencja par | Mistrzostwa Świata. Konkurencja par |
| Rok                                 | Miejsce                             | Zawody                              | Kategoria                           | Partner                             | Pozycja                             |
| ----------------------------------- | ----------------------------------- | ----------------------------------- | ----------------------------------- | ----------------------------------- | ----------------------------------- |
| 2014                                | Sanya                               | 14. Seria Mistrzostw Świata         | Open                                | Zhao Chen                           | 167                                 |

## Klasyfikacja
- Shen Jianqiu – klasyfikacja WBF (ang.)